# Уилям Пири, 1-ви виконт Пири
Уилям Джеймс Пири, 1-ви виконт Пири (31 май 1847 - 7 юни 1924 г.), е водещ британски корабостроител и бизнесмен. Между 1895 и 1924 г. той е председател на корабостроителната компания Harland & Wolff, а между 1896 и 1898 г. е и лорд-кмет на Белфаст. През 1906 г. е почетен като барон Пири, през 1908 г. е избран за рицар на ордена „Свети Патрик“, а през 1921 г. става виконт Пири. В месеците, предшестващи потъването на „Титаник“ през 1912 г., лорд Пири е разпитан за броя на спасителните лодки на борда на океанските лайнери от клас „Олимпик“. Той отговаря, че големите кораби са непотопяеми и саловете са за спасяване на други. Това ще го преследва завинаги. В Белфаст той вече беше противоречива фигура по други причини: протестантски работодател, свързан като водещ либерал с политиката на Home Rule за Ирландия.

## Младост
Пири е роден в Квебек, Източна Канада. Когато е на две години, той се връща в Ирландия и прекарва детството си в Конлиг, графство Даун. Принадлежи към известно семейство, сред племенниците му са Дж. М. Андрюс, който по-късно става министър-председател на Северна Ирландия, Томас Андрюс, строител на RMS Titanic, и сър Джеймс Андрюс, 1-ви баронет, лорд-главен съдия на Северна Ирландия.

## Кариера
Пири получава образование в Кралския академичен институт в Белфаст, а през 1862 г. постъпва като чирак в корабостроителницата „Харланд и Улф“. Дванайсет години по-късно става съдружник във фирмата, а след смъртта на сър Едуард Харланд през 1895 г. става неин председател - пост, който заема до смъртта си. Освен че ръководи най-голямата корабостроителница в света, Пири е избран за лорд-кмет на Белфаст през 1896 г., а през следващата година е преизбран на този пост и става ирландски таен съветник. През 1898 г. той става първият почетен гражданин на Белфаст, а през същата година е върховен шериф на Антрим, а впоследствие и на графство Даун. През февруари 1900 г. е избран за председател на Камарата на корабоплаването на Обединеното кралство, където през предходната година е бил заместник-председател. Помага за финансирането на либералите в Ълстър на парламентарните избори през 1906 г. и през същата година, в разгара на успеха на Harland and Wolff, е издигнат в ранг на ператор като барон Пири, от град Белфаст.
Той е назначен за контрольор на домакинството към лорд-лейтенанта на Ирландия през 1907 г., а през 1908 г. е назначен за рицар на Свети Патрик (КП). От 1908 г. до 1914 г. Пири е проканцлер на Кралския университет в Белфаст, а в годините преди Първата световна война е член на Комитета по ирландските финанси и лейтенант за град Белфаст (и двете през 1911 г.).
През февруари 1912 г., след като председателства прочутата среща на Либералната асоциация на Ълстър, на която Уинстън Чърчил защитава правителствената политика за автономно управление на Ирландия, Пири е освиркан по улиците на Белфаст и нападнат, когато се качва на параход в Ларн: замерян е с развалени яйца, херинги и торби с брашно. През 1910 г. Либералната асоциация на Ълстър, организация с преобладаващо протестантско население, със седмичен вестник и мрежа от клонове в Ълстър, възприема (в противовес на Либералната юнионистка асоциация на Ълстър) категорична позиция в подкрепа на вътрешното управление.
Два месеца по-късно, през април 1912 г., той трябва да пътува на борда на „Титаник“, но заболяване му пречи. По време на войната е член на Съвета за снабдяване на военното министерство, а през 1918 г. става генерален контрольор на търговското корабостроене, който организира британското производство на търговски кораби.
Пири е избран за член на Сената на Северна Ирландия, през 1912 г., и през същата година е обявен за виконт Пири от град Белфаст в почетния списък за откриването на парламента на Северна Ирландия през юли 1921 г. за военната си дейност и благотворителност.

## Личен живот
На 17 април 1879 г. Лорд Пири се жени за Маргарет Монтгомъри Карлайл, сестра на бъдещия архитект на Harland & Wolfe Александър Карлайл и дъщеря на Джон Карлайл, магистър по медицина, от Белфаст. През 1909 г. лорд Пири купува имението Witley Park, което преди това е резиденция на Уитакър Райт. Буквата Р с корона отгоре украсява метални порти и стълбове на огради в имението и в земите, които са негова собственост.
Пири построява Храма на четирите вятъра в близост до Дяволския лък, Хиндхед. Осмоъгълният цокъл все още е запазен. Племенникът на лорд Пири, Томас Андрюс, загива на борда на кораба „Титаник“.

## Смърт
През март 1924 г. Пири, съпругата му и нейната сестра отпътуват с лайнер на Royal Mail Steam Packet Company от Саутхемптън на бизнес пътуване до Южна Америка. Пътуват по суша от Буенос Айрес до Чили, където се качват на борда на кораба Ebro на Pacific Steam Navigation Company. Пири получава пневмония в Антофагаста и състоянието му се влошава, когато корабът достига Икике. В Панама Сити се качват две медицински сестри, които да се грижат за него. По това време той вече бил много слаб, но настоял да го качат на палубата, за да види канала. Той се възхищава на начина, по който Ебро е преминавал през шлюзовете.
На 7 юни Пири умира в морето край Куба. Тялото му е балсамирано. На 13 юни „Ебро“ достига до кей 42 на Северната река в Ню Йорк, където приятелят на Пири барон Инверфорт и съпругата му се срещат с виконтеса Пири и нейната сестра. Корабите на Обединеното кралство в пристанището на Ню Йорк спускат флаговете си до половин мачта, а тялото на Пири е прехвърлено на кей 59, където е качено на RMS Olympic на White Star Line, един от най-големите кораби, които Пири някога е строил, за да бъде репатрирано в Обединеното кралство.  Той е погребан в Белфасткото градско гробище. Баронството и виконтството умират заедно с него. Лейди Пири умира на 19 юни 1935 г. През 2006 г. е открит паметник на Пири в двора на кметството на Белфаст.Шаблон:Infobox COA wide